# Iosif Uglar
Uglar Iosif (n. 30 decembrie 1920, Ferneziu – d. 13 august 2006, Baia Mare ) a fost un politician comunist român de origine maghiară, membru al Partidului Comunist Român din august 1945.
În anul 1945 a devenit membru a PCR. A fost membru al CC al PMR, ministru, prim-secretar al Consiliului Regional de Partid Mureș.
Uglar Iosif a fost în fruntea regiunilor și județelor Maramureș și Satu Mare până în 1976, când a fost promovat, la București, în structuri centrale de partid și de stat.
Uglar Iosif a fost președintele Comitetului pentru Problemele Consiliilor Populare (cu rang de ministru) în Guvernul Manea Mănescu (1) (23 mai 1974 - 18 martie 1975), Guvernul Manea Mănescu (2) (18 martie 1975 - 30 martie 1979) și Guvernul Ilie Verdeț (1) (30 martie - 26 noiembrie 1979).

## Activitate și funcții
- ucenic (1934–1938) și dogar la Topitoria de plumb a statului din Ferneziu;
- încorporat la Regimentul 3 Cavalerie (Husari) Oradea (septembrie 1941), detașat la atelierul de tâmplãrie al unei unitãți din Munkács;
- trimis pe front în orașul Lulineț (regiunea lacurilor Peripet – iunie 1944);
- retras în orașul Kemet, Ungaria (decembrie 1944);
- dogar la Topitoria Ferneziu (din ianuarie 1945);
- membru al U.T.C. din februarie 1945;
- membru de partid din august 1945;
- membru al Comitetului de partid la Topitoria Ferneziu (din 1945);
- secretar al organizațiilor U.T.C. și „Tineretul Progresist“ Ferneziu;
- instructor în Comitetul de plasă al „Tineretului Progresist“ Baia Mare (din noiembrie 1946);
- instructor al Comitetului județean Bihor al „Tineretului Progresist“ (din decembrie 1946);
- secretar al Comitetului de plasă U.T.C. Baia Mare;
- lector la cursul de partid de trei luni (din august 1948);
- responsabil cu propaganda al Comitetului de partid din plasa Baia Mare (din 1950);
- șef al Secției organizatorice (din 1950);
- prim-secretar (1952–1958) al Comitetului regional de partid Baia Mare;
- prim-secretar al Comitetului regional de partid Maramureș (din 1965);
- prim-secretar al Comitetului județean de partid și președinte al Comitetului executiv al Consiliului popular al județului Satu Mare (din 1968);
- membru al Consiliului de Conducere al Curții Superioare de Control Financiar (din 22 mai 1973);
- vicepreședinte al Consiliului Suprem al Dezvoltării Economice și Sociale;
- secretar al Comitetului Executiv al C.C. al P.C.R. (de la 25 iulie 1974);
- membru al Consiliului de Stat (din 29 noiembrie 1974);
- președintele Comitetului pentru Problemele Consiliilor Populare (23 mai 1974[3] – 30 noiembrie 1979);
- președintele Secției pentru sistematizare, construcții sociale și edilitare din cadrul Consiliului Suprem al Dezvoltării Economice și Sociale (1978);
- președintele Biroului executiv al Comisiei centrale de partid și de stat pentru sistematizarea teritoriului și localităților urbane și rurale (26 iunie 1974; 3 martie 1978);
- președinte al Comisiei centrale pentru întreceri socialiste între consiliile populare județene și al municipiului București, municipale, ale sectoarelor municipiului București, orășenești și comunale (din 17 octombrie 1978);
- vicepreședinte al Consiliului Național al F.D.U.S. (din februarie 1980).
- Deputat în M.A.N., ales în circ. elect.: Tușnad, reg. Baia Mare (1952–1957); nr. 7 Carei, reg. Maramureș (1961–1965 și 1965– 1969); nr. 6 Carei, jud. Satu Mare (1969–1973); nr. 1 Baia Mare-Est, jud. Maramureș (1975–1980); nr. 5 Băile Herculane, jud. Caraș-Severin (1980–1985); Vrancea (1985–1989);
- vicepreședintele Comisiei economico-financiare a M.A.N. (din 13 martie 1969);
- membru al Comisiei pentru consiliile populare și administrația de stat a M.A.N. (1 aprilie 1980), publicat în http://www.cnsas.ro/documente/2004%20-%20Membrii%20CC.pdf

## Studii
- Curs de partid de trei luni (iunie 1948)
- Universitatea de Partid „Ștefan Gheorghiu“ (septembrie 1949–1950)
- Școala Superioară de Partid de pe lângă CC al PCUS (1955–1958)
- Curs postuniversitar la Academia de Științe Social-Politice „Ștefan Gheorghiu“
- Doctorat la Școala Superioară de Partid Moscova
- Academia de Științe Economice București

## Distincții
- Ordinul Muncii clasa a III-a (22 august 1952) „pentru merite deosebite în munca de Partid și de Stat în legătură cu întărirea economică și financiară a țării”[4]
- Medalia „A cincea aniversare a Republicii Populare Române” (24 decembrie 1952) „pentru lupta și munca duse în vederea făuririi, consolidării și prosperării Republicii Populare Române”[5]
- Ordinul „Steaua Republicii Populare Romîne” clasa a V-a (21 august 1954) „pentru merite deosebite pe tărîmul construcției de stat, economice, sociale și culturale, cu ocazia celei de a zecea aniversări a eliberării patriei noastre”[6]
- Ordinul „23 August” clasa a IV-a (12 august 1959) „pentru merite deosebite în opera de construire a socialismului”[7]
- Medalia „40 de ani de la înființarea Partidului Comunist din Romînia” (6 mai 1961) „pentru merite în activitatea de partid și întărirea regimului democrat-popular”[8]
- Ordinul Muncii clasa I (4 aprilie 1962) „pentru merite deosebite în munca de colectivizare a agriculturii și întărirea economico-organizatorică a gospodăriilor agricole colective”[9]
- medalia „A 10–a aniversare a forțelor armate ale R.P.R.“ (1964);
- medalia „A 20–a aniversare a eliberării patriei“ (1964);
- Ordinul „Steaua Republicii Populare Romîne” clasa a III-a (18 august 1964) „pentru merite deosebite în opera de construire a socialismului, cu prilejul celei de a XX-a aniversări a eliberării patriei”[10]
- Ordinul „Steaua Republicii Populare Române“ clasa a IV-a (27 august 1964);
- Ordinul „Tudor Vladimirescu” clasa a III-a (30 aprilie 1966) „cu prilejul celei de-a 45-a aniversări de la înființarea Partidului Partidului Comunist din România, pentru merite deosebite în opera de construire a socialismului”[11]
- Ordinul „Steaua Republicii Socialiste România“ clasa a II-a (1969);
- titlul de Erou al Muncii Socialiste și medalia de aur „Secera și ciocanul” (4 mai 1971) „cu prilejul aniversării a 50 de ani de la constituirea Partidului Comunist Român, [...] pentru merite deosebite în opera de construire a socialismului”[12]
- Medalia „25 de ani de la proclamarea Republicii” (26 decembrie 1972) „pentru merite deosebite în opera de construire a socialismului, cu prilejul aniversării a 25 de ani de la proclamarea Republicii”[13]
- Ordinul „23 August“ clasa I (30 decembrie 1980).